# Juvisy FCF

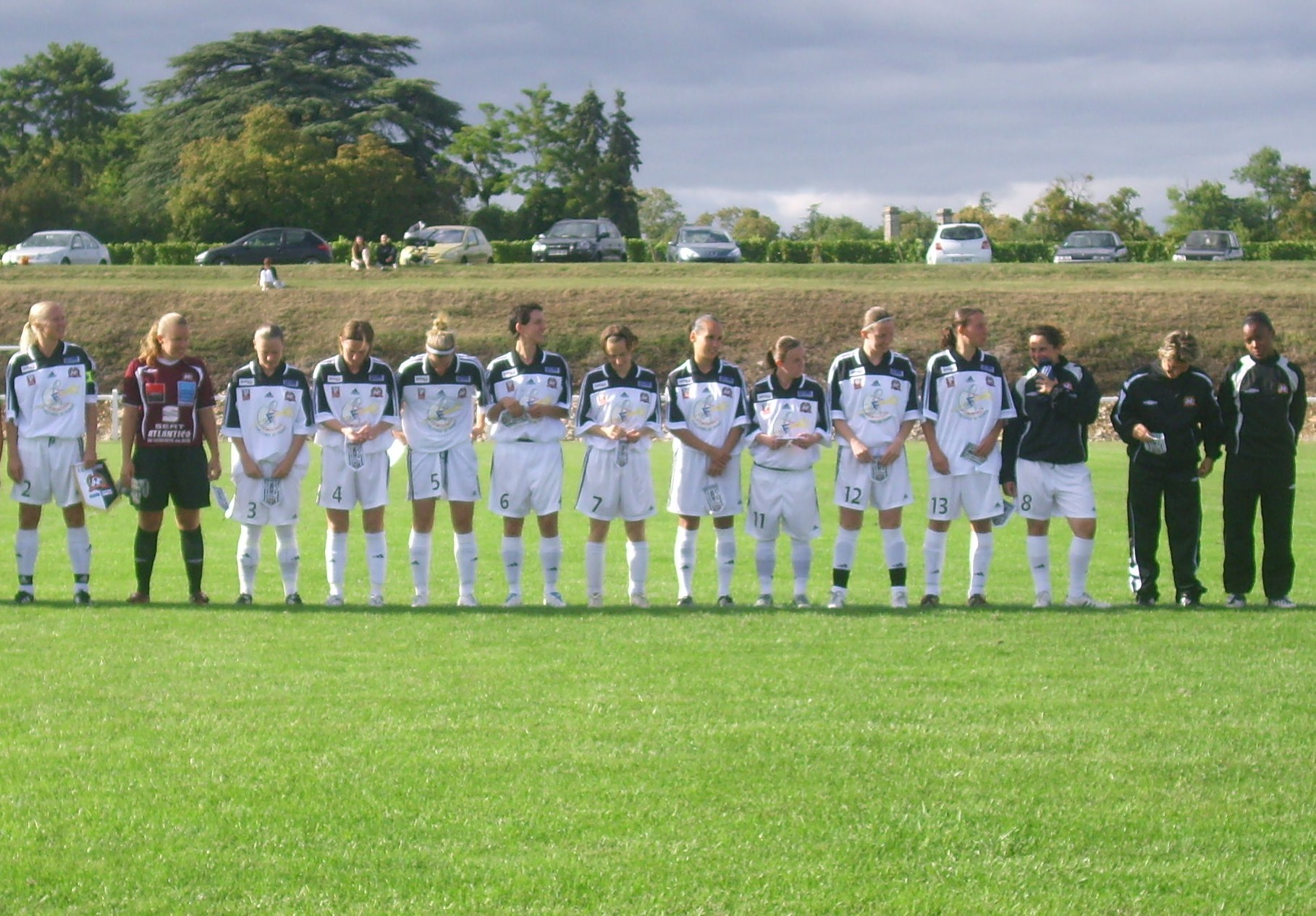
Juvisys Frauschaft vor einem Spiel in der Saison 2009/10

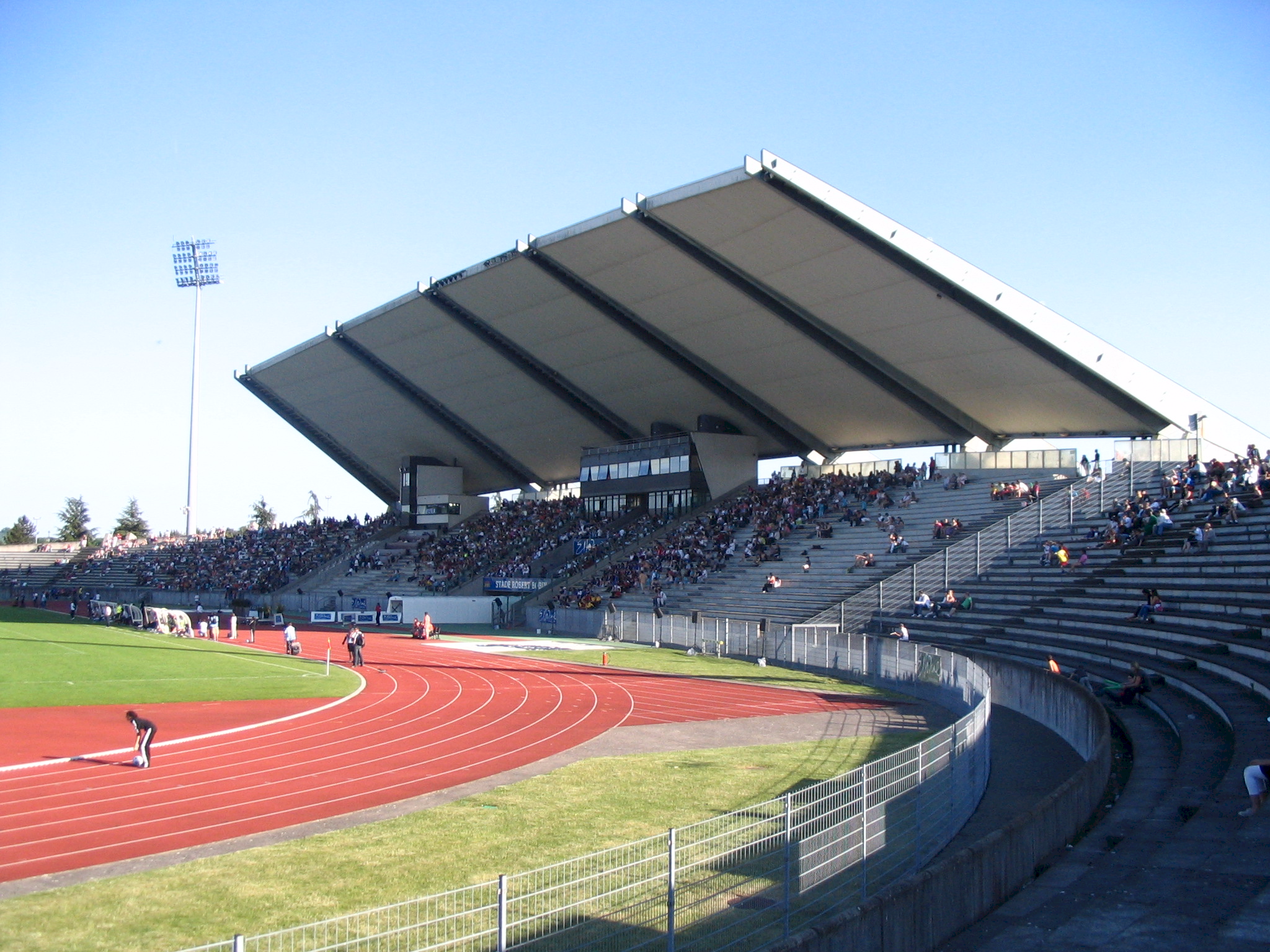
Die Tribüne des Stade Robert-Bobin

Der Juvisy Essonne Football Club Féminin ist ein ehemaliger reiner Frauenfußballverein aus Juvisy-sur-Orge, einem Städtchen im Département Essonne im Süden des Großraums Paris. Er ging aufgrund einer Fusion 2017 im Paris FC auf.

## Geschichte
Der Klub entstand 1985, als sich die 1971 gegründete Frauenfußballabteilung des ES Juvisy-sur-Orge selbständig machte. Seither hatte der Juvisy FCF sich zu einem der erfolgreichsten Vereine im französischen Frauenfußball entwickelt. Die Klubfarben waren Schwarz und Weiß; die Sportanlagen, das Stade Georges-Maquin und das Stade Perrin, befinden sich heute im benachbarten Viry-Châtillon. Hauptsponsoren der Ligaelf waren 2012/13 das Einzelhandelsunternehmen Carrefour und der Sportbekleidungshersteller Duarig.
Zur Saison 2013/14 hat Juvisy als erster reiner Frauenfußballverein Frankreichs seine Strukturen professionalisiert; damit sollten die organisatorischen und finanziellen Nachteile reduziert werden, die der JEFCF gegenüber den Haupt-Konkurrentinnen von Olympique Lyon, Paris Saint-Germain und HSC Montpellier aufweist, deren Frauen davon profitieren, dass das jeweilige Budget durch die signifikant höheren Einnahmen aus dem Männerspielbetrieb gespeist wird. Juvisy hat seither all seinen Spielerinnen den Verdienstausfall im Hauptberuf erstattet, der durch eine intensivierte Trainingsteilnahme während der Arbeitszeit entstand; diesen Schritt zum Semi-Professionalismus ermöglichte eine vertragliche Partnerschaft mit der Stiftung FACE (Fondation Agir contre l’exclusion), einer Antidiskriminierungs-Organisation. Weiters hat Präsidentin Marie-Christine Terroni mit dem Generalrat des Départements Essonne eine Vereinbarung unterzeichnet, nach der die Fußballerinnen sämtliche medizinischen Angebote des Nationalen Rugby-Ausbildungs- und Trainingszentrums in Marcoussis „rund um die Uhr und wie ein Profiklub“ nutzen können. Zudem trugen die Fußballerinnen ihre Heimspiele ab Mitte November 2013 generell im Stade Robert-Bobin von Bondoufle aus, das eine Zuschauerkapazität von über 18.000 Plätzen besitzt. Während diese Sportstätte umgebaut wurde, kehrte die Ligaelf allerdings seit Januar 2017 vorübergehend wieder in das Stade Georges-Maquin zurück.

## 2017: Fusion mit dem Paris FC
Seit Mitte 2016 fanden Gespräche und Verhandlungen zwischen dem Verein und dem Paris FC statt, in denen die Möglichkeiten einer sehr engen Kooperation bis hin zu einer Fusion der Klubs ausgelotet werden sollten. Dabei soll der JFCF seinen „Markenkern“ des reinen und erfolgreichen Frauenfußballvereins behalten, zugleich aber von der Partnerschaft mit dem 2016/17 bei den Männern drittklassigen, professionellen PFC organisatorisch und finanziell profitieren. In die Verhandlungen waren Anfang 2017 auch noch die Fußballer des traditionsreichen Racing Club Paris eingebunden, die sich dann aber von dem Projekt zurückzogen. Hintergrund der Verhandlungen waren einerseits die seit vielen Jahren bestehenden Überlegungen, in der Hauptstadt neben PSG dauerhaft einen starken zweiten Profiklub bei Männern und Frauen zu installieren. Andererseits vergrößerte sich der Abstand des Juvisy FCF zu den professionalisierten Frauenabteilungen in Frankreichs „großen“ Klubs nicht nur wirtschaftlich, sondern auch sportlich zusehends: die Saison 2016/17 beendete der JFCF im Abschlussklassement hinter Olympique Lyon, Montpellier HSC, Paris Saint-Germain und selbst Aufsteiger Olympique Marseille lediglich auf Rang fünf – so schlecht wie seit 1992 noch nie.
Nach der im Sommer 2017 von den Vereinsgremien vollzogenen Fusion mit dem PFC – unter dessen Namen – bleibt vom JFCF nur wenig übrig: Juvisys letzte Präsidentin Marie-Christine Terroni wird Leiterin der neuen PFC-Frauenabteilung, sämtliche bisherigen Juvisy-Frauschaften und die Nachwuchsschule bleiben im Département Essonne ansässig, wo sie auch ihre Spiele austragen, wenngleich die Ligaelf voraussichtlich einzelne Matches im Stade Charléty von Paris austragen wird. Die bisherigen Jugendteams des PFC hingegen verbleiben im 20. Arrondissement der Hauptstadt. Die Dresse der Mannschaften des Fusionsklubs werden sowohl im Blau-Weiß des PFC als auch im Schwarz-Weiß des JFCF gehalten werden. Juvisys Webseite wird nicht länger fortgeführt. Dafür entsteht mit rund 400 aktiv Fußball spielenden Frauen und Mädchen Frankreichs größte Frauenfußballabteilung.

## Ligazugehörigkeit
Seit der 1992 erfolgten Einführung einer eingleisigen höchsten Liga gehörte Juvisy dieser Eliteklasse bis zu seiner Fusion als einzige französische Frauschaft ununterbrochen an. Neben sechs Meistertiteln wurde der FCF auch noch neunmal Vizemeister und gewann einmal den Landespokal, den Challenge de France Féminin. (Stand: Juli 2017)

## Erfolge
- Französische Meisterschaft: 1992, 1994, 1996, 1997, 2003, 2006
- Vizemeister: 1993, 1995, 1998, 2000, 2002, 2005, 2008, 2010, 2012
- Französischer Pokal: 2005
- Europapokal: Viertelfinalist 2011, Halbfinalist 2013

## Bekannte Spielerinnen
- Élise Bussaglia (2017/18 noch aktiv, allerdings nicht mehr bei Juvisy)
- Annaïg Butel, Nationalspielerin (2017/18 noch aktiv)
- Anne-Laure Casseleux, Ex-Nationalspielerin, Landesmeisterin
- Camille Catala, Nationalspielerin (2017/18 noch aktiv)
- Janice Cayman, belgische Nationalspielerin (2017/18 noch aktiv, allerdings nicht mehr bei Juvisy)
- Céline Deville, Nationalspielerin (2017/18 noch aktiv)
- Hélène Hillion-Guillemin, Ex-Nationalspielerin, vierfache Landesmeisterin
- Sandrine Mathivet, in den 1990ern Spielerin und 2009–2013 Trainerin
- Brigitte Olive, in den 1990ern dreifache Meisterin und Nationalspielerin
- Marinette Pichon, Rekordtorjägerin der Frauennationalelf
- Aline Riera Ubiergo, Ex-Nationalspielerin, dreifache Landesmeisterin
- Sandrine Soubeyrand, Ex- und Rekordnationalspielerin Frankreichs
- Gaëtane Thiney, Nationalspielerin (2017/18 noch aktiv)
- Laëtitia Tonazzi (2017/18 noch aktiv, allerdings nicht mehr bei Juvisy)